# سباستین پردیگر
سباستین پردیگر (انگلیسی: Sebastián Prediger؛ زادهٔ ۴ سپتامبر ۱۹۸۶) بازیکن فوتبال اهل آرژانتین است.
از باشگاه‌هایی که در آن بازی کرده‌است می‌توان به باشگاه ورزشی بنی یاس، باشگاه فوتبال بوکا جونیورز، باشگاه ورزشی کروزیرو، باشگاه فوتبال استودیانتس، و باشگاه فوتبال پورتو اشاره کرد.
وی همچنین در تیم ملی فوتبال آرژانتین بازی کرده‌است.